# کاترین براگانسا
کاترین براگانسا (پرتغالی: Catarina de Bragança; ۲۵ نوامبر ۱۶۳۸ – ۳۱ دسامبر ۱۷۰۵) دختر ژواو چهارم پادشاه پرتغال و ملکه همسر انگلستان، اسکاتلند و ایرلند به واسطه ازدواج با چارلز دوم از ۱۶۶۲ تا ۱۶۸۵ میلادی بود.
ازدواجش شاهدخت کاترین با چارلز دوم بخشی از پیمان انگلیسی-پرتغالی بود که شامل اتحاد نظامی و مبادله تجاری گسترده می‌شد. او به خاطر معرفی چای به دربار انگلستان شناخته می‌شود.
کویینز، یکی از مناطق پنج‌گانه نیویورک، به نام کاترین براگانزا نام‌گذاری شده بود. او زمانی که شهرستان کوئینز در سال ۱۶۸۳ میلادی تأسیس شد، ملکه انگلستان بود. نام‌گذاری کوئینز با شهرستان کینگز (منطقه بروکلین، که در ابتدا به نام همسرش، شاه چارلز دوم، نام‌گذاری شده بود) و شهرستان ریچموند (منطقه استاتن آیلند، که به نام پسر نامشروع پادشاه، اولین دوک ریچموند، نام‌گذاری شده بود) هم‌خوانی دارد.